# ریتم‌وان
ریتم‌وان (انگلیسی: RhythmOne) شرکت فناوری اطلاعات آمریکایی است، که در سال ۲۰۱۹ تأسیس شد.